# Inter&Co
Inter&Co es una empresa fintech brasileña que ofrece servicios bancarios y financieros en Brasil y Estados Unidos.

## Historia
Inter&Co fue cofundada el 26 de enero de 1994 por el multimillonario brasileño Rubens Menin en Belo Horizonte, Brasil. Originalmente establecida como un banco tradicional en la década de 1990, la empresa se transformó en un banco digital en 2015.
En 2023, Inter&Co estableció su sede en EE. UU. en Miami y completó la adquisición de Granito en 2024 para mejorar sus operaciones en el mercado estadounidense. El 17 de julio de 2024, Alexandre Riccio fue nombrado CEO de Inter&Co Brasil, mientras que João Vitor Menin asumió el rol de CEO global. Para 2024, la compañía informó tener más de 36 millones de clientes, lo que representa un aumento del 24% en comparación con el año anterior.  

## Asociación
El 14 de septiembre de 2023, Inter&Co anunció una asociación con Orlando City SC y Orlando Pride para convertirse en su proveedor oficial de servicios financieros. Esto marcó la primera colaboración de la empresa con un club de la NWSL y la segunda con un equipo de la MLS, después de una asociación con New York City FC en 2022. Como parte de esta iniciativa, el Exploria Stadium pasó a llamarse Inter & Co Stadium bajo un acuerdo de derechos de nombre de un año. Esto convirtió a Inter&Co en la primera institución financiera latinoamericana en asegurar los derechos de nombre para un estadio importante en EE. UU.

## Resumen financiero
En diciembre de 2021, la empresa anunció la cancelación de sus planes de cotizar en el Nasdaq, optando en su lugar por una recompra de acciones en enero de 2022. Sin embargo, más tarde llevó a cabo una reorganización corporativa y, en mayo de 2022, obtuvo la aprobación de los accionistas para continuar con la cotización en Nasdaq. Tras esta aprobación, Inter & Co listó formalmente sus acciones en Nasdaq bajo el símbolo INTR, migrando desde la bolsa B3 de Brasil. A pesar de la cotización en Nasdaq, la empresa continúa negociando en B3 como un Recibo Depositario Brasileño (BDR) bajo el símbolo INBR31, con los BDR respaldados por las acciones ordinarias Clase A listadas en Nasdaq.
En el segundo trimestre de 2024, Inter & Co reportó un aumento interanual del 33% en ingresos, alcanzando 1.9 mil millones de reales (386.7 millones de dólares), con un ingreso neto de 64 millones de reales, superando las proyecciones de los analistas. La base de clientes de la compañía creció a aproximadamente 27.8 millones, con un 52.2% de los clientes utilizando múltiples servicios dentro de su "superaplicación". La cartera de préstamos se expandió un 5.4% a 26.5 mil millones de reales, mientras que los préstamos en mora de más de 90 días aumentaron al 4.9%, lo que la compañía indicó podría haber alcanzado su pico. Los gastos operativos se redujeron a 575 millones de reales, en parte debido a una disminución en la fuerza laboral. Las acciones de la empresa subieron un 10% en Nueva York, influenciadas por las recientes políticas de flexibilización monetaria del banco central.